# Ojinaga (kommun)
Ojinaga är en kommun i Mexiko.   Den ligger i delstaten Chihuahua, i den norra delen av landet, 1 200 km nordväst om huvudstaden Mexico City. Antalet invånare är 26 304. Arean är 9 501 kvadratkilometer.
Terrängen i Ojinaga är kuperad åt sydost, men åt nordväst är den bergig.
Följande samhällen finns i Ojinaga:
- Manuel Ojinaga
- El Oasis
- Nueva Holanda
- Potrero del Llano
- Los Cienes
- El Mezquite